# Дискография Kekal
Дискография индонезийской группы Kekal включает 12 полноформатных студийных альбомов, 2 EP, 2 сборника, 2 демо и сплит-альбом со Slechtvalk. Хотя в настоящее время у группы нет активных участников, она фактически продолжает существовать и по-прежнему выпускает новый материал.

## Студийные альбомы
| Год  | Информация |
| ---- | --- |
| 1998 | Beyond the Glimpse of Dreams - Выпущен: январь 1998 - Лейбл: THT Productions, Sonic Wave International - Format: кассета, CD                               |
| 1999 | Embrace the Dead - Выпущен: август 1999 - Лейбл: THT Productions, Fleshwalker Records - Формат: кассета, CD                                                |
| 2001 | The Painful Experience - Выпущен: октябрь 2001 - Лейбл: Fear Dark Records, THT Productions, Clenchedfist Records, HROM/HIRAX Records - Формат: кассета, CD |
| 2003 | 1000 Thoughts of Violence - Выпущен: февраль 2003 - Лейбл: Fear Dark Records, Undying Music/Alfa Records, Rock Express Records - Формат: кассета, CD       |
| 2005 | Acidity - Выпущен: февраль 2005 - Лейбл: THT Productions/T.O.P./Musica Studios, Fear Dark Records - Формат: кассета, CD                                    |
| 2007 | The Habit of Fire - Выпущен: 15 марта 2007 - Лейбл: Whirlwind Records; Open Grave Records - Формат: CD                                                     |
| 2008 | Audible Minority - Выпущен: 25 декабря 2008 - Лейбл: Whirlwind Records - Формат: CD                                                                        |
| 2010 | 8 - Выпущен: 15 декабря 2010 - Лейбл: Whirlwind Records - Формат: CD                                                                                       |
| 2012 | Autonomy - Выпущен: 19 декабря 2012 - Лейбл: Whirlwind Records, Yes No Wave Music - Формат: CD                                                             |
| 2015 | Multilateral - Выпущен: август 2015 - Лейбл: Majemuk Records - Формат: CD, кассета                                                                         |
| 2018 | Deeper Underground - Выпущен: 15 мая 2018 - Лейбл: Hitam Kelam Records - Формат: CD, кассета                                                               |
| 2020 | Quantum Resolution - Выпущен: 1 августа 2020 - Лейбл: Eastbreath Records - Формат: CD                                                                      |

## EP
| Год  | Информация                                                                           |
| ---- | ------------------------------------------------------------------------------------ |
| 2011 | Futuride - Выпущен: 10 июля 2011 - Лейбл: Self-released - Формат: Digital            |
| 2013 | Unsung Division EP - Выпущен: 19 марта 2013 - Лейбл: Self-released - Формат: Digital |

### Сборники
| Год  | Информация                                                                                    |
| ---- | --------------------------------------------------------------------------------------------- |
| 2003 | Introduce Us to Immortality - Выпущен: 2003 - Лейбл: SystemMortal Productions/THT Productions |
| 2004 | Spirits from the Ancient Days - Выпущен: 2004 - Лейбл: Kvlt Records                           |

### Демо
| Год  | Информация                                                            |
| ---- | --------------------------------------------------------------------- |
| 1995 | Demo - Выпущен: ноябрь 1995 - Лейбл: Self-released                    |
| 1996 | Contra Spiritualia Nequitiae - Выпущен: 1996 - Лейбл: THT Productions |